# بندر مورمانسک
بندر تجاری مورمانسک (روسی: Мурманский морской торговый порт) بندری است که در ساحل شرقی خلیج کولا در دریای بارنتز در شهر مورمانسک واقع شده است. این بندر از نظر کالاهای فرآوری شده در رتبه چهارم روسیه قرار دارد و دومین بندر بزرگ در شمال غربی روسیه (پس از بندر سن پترزبورگ) است. بندر مورمانسک یکی از بزرگ‌ترین بندرها بدون یخ در روسیه است و ستون فقرات اقتصاد این شهر را تشکیل می‌دهد. این بندر دارای ۱۳ اسکله است و مجهز به امکانات مدرن جابجایی است: ۵۲ جرثقیل دروازه‌ای با ظرفیت تا ۴۰ تن، ۱ دستگاه کشتی بارگیری با ظرفیت بیش از ۱۰۰۰ تن در ساعت برای جابجایی کنسانتره آپاتیت، ۱۱۳ دستگاه کامیون چنگالی با ظرفیت ۱٫۵ تا ۳۲ تن. این بندر توسط جی اس سی بندر تجاری مورمانسک مدیریت و اداره می‌شود. در آوریل ۲۰۱۳، ۴۹٫۸۶٪ از سهام متعلق به شرکت انرژی زغال‌سنگ سیبری (شرکت انرژی زغال‌سنگ سیبری) بود. از ژانویه ۲۰۱۷، شرکت انرژی زغال‌سنگ سیبری ۷۵٫۴۵٪ از سهام سرمایه در بندر تجاری مورمانسک را در اختیار دارد. ۲۲٪ دیگر سهام توسط یوروکم کنترل می‌شود. هر دو شرکت توسط تاجر روسی، آندری ملنیچنکو، کنترل می‌شوند.

## تاریخچه
با آغاز جنگ جهانی اول، تنها دو بندر روسیه در شمال غربی، آرخانگلسک و سن پترزبورگ (که بعدها به پتروگراد تغییر نام داد) بودند. با این حال، پس از مسدود شدن تنگه‌های بسفر و داردانل امپراتوری عثمانی به روی کشتیرانی خارجی و محاصره بندر سن پترزبورگ در دریای بالتیک، امپراتوری روسیه فقط می‌توانست از بندر شمالی آرخانگلسک استفاده کند. این بندر محدودیت‌هایی داشت: با فرا رسیدن زمستان، هرگونه دریانوردی و کشتیرانی متوقف می‌شد؛ بنابراین، تصمیم به ساخت بندر جدیدی گرفته شد. مکان انتخاب شده در مورمانسک بود، زیرا این بندر توانایی پذیرش ترافیک دریایی در تمام طول سال، نزدیکی به جوامع موجود و سهولت نسبی اتصال آن به شبکه راه‌آهن در حال گسترش امپراتوری را داشت.
اولین کار برنامه‌ریزی‌شده در اوایل ژوئیه ۱۹۱۵ آغاز شد و در اول سپتامبر همان سال، کشتی بخار «دروت» با محموله‌ای از نیویورک توانست در یک اسکله موقت پهلو بگیرد. اولین قطار به بندر تقریباً یک سال پس از ساخت راه‌آهن به کندالاکشا رسید.

### دوره شوروی
پس از اول سپتامبر ۱۹۳۹، از طریق بندر مورمانسک، تحویل محموله به اسپانیا آغاز شد. در طول جنگ بزرگ میهنی، کاروان‌های کشورهای متفقین در این بندر تخلیه می‌شدند.
در سال ۱۹۶۶، به بندر مورمانسک نشان پرچم سرخ اهدا شد.

### دوره مدرن
در سال ۱۹۹۴، بندر تجاری مورمانسک به عنوان یک شرکت سهامی دولتی تأسیس شد.
بندر مورمانسک، بندرگاه کشتی «سدوف»، یکی از بزرگ‌ترین کشتی‌های بادبانی جهان است. شرکت کشتیرانی مورمانسک همچنین ناوگان یخ‌شکن هسته‌ای روسیه را اداره می‌کند. در ماه مه ۲۰۰۷، تصمیم به ایجاد منطقه آزاد تجاری در بندر مورمانسک گرفته شد. در ۱۵ اکتبر ۲۰۱۰، مورمانسک رسماً به عنوان منطقه ویژه اقتصادی اعلام شد. هدف اصلی ایجاد زیرساخت‌های قدرتمند حمل و نقل و تجارت، جذب سرمایه‌گذاری و در نهایت توسعه اجتماعی بود.
بندر مورمانسک از سه بخش تشکیل شده است: بندر ماهیگیری، بندر تجاری و بندر مسافربری. در سال‌های اخیر، به دلیل افزایش صادرات زغال‌سنگ و تعدادی دیگر از منابع معدنی، روند سرکوب سایر بندرها تجاری وجود داشته است، که تنها مورمانسک زیرساخت‌های لازم برای پذیرش و ذخیره‌سازی را دارد. همچنین، با افزایش سودآوری صادرات، به جای فروش در داخل کشور، میزان مصرف ماهی نیز به‌طور قابل توجهی کاهش یافته است. 
در فوریه ۲۰۱۱، گزارش شد که گروه گنادی تیمچنکو، یکی از مالکان شرکت گانور، بندر تجاری مورمانسک را به قیمت ۲۵۰ میلیون دلار خریداری کرده است. با این حال، در زمان انتشار این گزارش، سخنگوی تیمچنکو وقوع این خرید را تکذیب کرد.
در فوریه ۲۰۱۲، شرکت شرکت انرژی زغال‌سنگ سیبری، بزرگ‌ترین شرکت استخراج زغال‌سنگ در روسیه، ۲۴٫۹٪ از سهام دارای حق رأی در بندر مورمانسک را با هزینه ادعایی ۲۶۰ میلیون دلار خریداری کرد. در سال ۲۰۱۳، شرکت چندملیتی تولیدکننده کود، یوروکم، خرید ۴۸٫۲۶٪ از کل سهام عادی و ۳۶٫۲٪ از کل سرمایه سهام منتشر شده بندر تجاری مورمانسک را نهایی کرد. با هزینه ۳٫۱۵ میلیارد روبل، این خرید به یوروکم ۳۶٫۲٪ از حق رأی او جی اس سی را داد. این دو شرکت که متعلق به آندری ملنیچنکو هستند، در مجموع ۵۱٪ از حق رأی در بندر را در اختیار دارند.
از سال ۲۰۱۳، شرکت انرژی زغال‌سنگ سیبری ۳۷٫۴۹٪ سهام رأی‌دهنده این بندر را در اختیار داشت. در سال ۲۰۱۷، شرکت انرژی زغال‌سنگ سیبری ۲۵٫۵٪ سهام بندر مورمانسک را از یوروکم به قیمت ۸٫۷۴ میلیارد روبل یا ۱۴۳ میلیون دلار خریداری کرد. طبق گزارش پورت نیوز، این معامله سهام مالکیت شرکت انرژی زغال‌سنگ سیبری را به ۷۵٫۴۷٪ افزایش می‌دهد. پس از این معامله، یوروکم ۲۲٪ باقی‌مانده از سهام خود در بندر تجاری مورمانسک را در اختیار داشت. دو شرکت، یوروکم و شرکت انرژی زغال‌سنگ سیبری، متعلق به میلیاردر روسی، آندری ملنیچنکو، هستند.
از سال ۲۰۱۱، یک پروژه سرمایه‌گذاری با نام «توسعه یکپارچه قطب حمل و نقل مورمانسک» در حال انجام است. ساخت قطب حمل و نقل مورمانسک در سال ۲۰۱۳ آغاز شد و تکمیل آن برای سال ۲۰۲۰ برنامه‌ریزی شده است. این امر مورمانسک را قادر می‌سازد تا پایگاه اصلی مسیر دریای شمال و اکتشاف قطب شمال باشد.
تا پایان سال ۲۰۱۲، گردش مالی محموله‌ها با ۸٫۶ درصد افزایش به ۱۵٫۶۹ میلیون تن رسید و مورمانسک را به دومین بندر بزرگ باری در شمال غربی روسیه پس از بندر سن پترزبورگ تبدیل کرد. انجمن بندرها دریایی روسیه تخمین می‌زند که بندرها قطب شمال روسیه در سال ۲۰۱۷، ۷۴٫۲ میلیون تن محموله را جابجا کرده‌اند که نسبت به سال ۲۰۱۶، ۴۹٫۱ درصد افزایش داشته است. بندر مورمانسک تقریباً دو سوم از کل گردش مالی را به خود اختصاص داده است و تقریباً ۵۱٫۷ میلیون تن کالا از طریق بندر آن حمل شده است. این رقم، افزایش ۵۴٫۵ درصدی را در مقایسه با رکوردهای حمل و نقل سال ۲۰۱۶ نشان می‌دهد. این رشد به ترمینال جدید یامال ال‌ان‌جی و پروژه‌های برنامه‌ریزی شده قطب شمال ال‌ان‌جی ۲ نسبت داده شده است.
از زمان تحریم صادرات نفت روسیه، بندر مورمانسک علاوه بر پریمورسک، اوست-لوگا و نووروسیسک، به بندر اصلی ناوگان سایه روسیه تبدیل شده است.